# Příšovice
Příšovice (en allemand : Prischowitz) est une commune du district et de la région de Liberec, en République tchèque. Sa population s'élevait à 1 283 habitants en 2021.

## Géographie
Příšovice est arrosé par la Jizera, qui passe en limite sud de la commune, et se trouve à 6 km à l'ouest de Turnov, à 22 km au sud de Liberec et à 74 km au nord-est de Prague.
La commune est limitée par Pěnčín au nord, par Čtveřín et Přepeře à l'est, par Všeň au sud, et par Svijany à l'ouest.

## Histoire
La première mention écrite du village date de 1318.

## Transports
La commune est traversée par la route express R10, qui relie Prague à Turnov ; la sortie 67 se trouve sur le territoire de la commune. Elle est également desservie par le chemin de fer et possède une gare ferroviaire sur la ligne Prague-Turnov, à 99,6 km de la gare centrale de Prague.